# 那一场呼啸而过的青春
《那一场呼啸而过的青春》，是一部于2017年上映的青春爱情电影。本片改编自吴小雾同名小说《那一场呼啸而过的青春》，由卜冠今、刘畅、李梦、黄觉、曲哲明领衔主演，2017年10月5日于中国大陆上映。
2017年10月8日，該电影上映仅三天后就乐视影业发表撤片决定紧急撤片，声明：因市场原因导致票房失利，辜负了影片应有价值及主创团队心血，现决定紧急撤片，待准备充分后择机再映。

## 演员列表

### 主要演员
| 演员姓名 | 角色名称 | 介绍 |
| 卜冠今   | 杨北冰   |      |
| 刘畅     | 一       |      |
| 李梦     | 紫薇     |      |
| 黄觉     | 雷管     |      |
| 曲哲明   | 白宇宙   |      |
| 杨爽     | 任甜甜   |      |